# Hemidactylus luqueorum
Hemidactylus luqueorum es una especie de gecos de la familia Gekkonidae.

## Distribución geográfica yhábitat
Es endémica del norte de Omán. Su rango altitudinal oscila entre 492 y 2200 m s. n. m..